# Котирбулак
Котирбула́к (каз. Қотырбұлақ) — село у складі Талгарського району Алматинської області Казахстану. Входить до складу Бескайнарського сільського округу.
Населення — 103 особи (2021; 112 у 2009, 92 у 1999, 114 у 1989).